# Kamen Rider: Dragon Knight
Kamen Rider: Dragon Knight là một series phim truyền hình hành động, phiêu lưu, khoa học viễn tưởng của Mỹ. Phim được phát triển và đạo diễn bởi Steve Wang và giành giải Emmy vào năm 2010, là một phần chương trình của kênh The CW. Phim được sản xuất bởi Adness Entertainment và Công ty Toei và được chuyển thể từ Kamen Rider Ryuki, Nhật Bản. Phim sản xuất có bản quyền, thực hiện thành công đáng kể tại Hoa Kỳ.

## Cốt truyện
Trong hàng ngàn năm trước đây, đã có một nguồn năng lượng, được gọi là Advent. Người đã tìm thấy nguồn này có thể tạo ra các hành tinh, hoặc thậm chí phá hủy chúng, và họ có thể tạo ra các con quái vật mạnh mẽ phục vụ cho mọi ý đồ của họ. Một người đã đi du lịch trong đây và tìm thấy hiện vật bí ẩn này, sử dụng nó cho lợi ích riêng của ông. Ông đã tạo ra một hành tinh và đặt tên là Karsh, và dân chúng sinh sống ở đó có mục đích duy nhất là mang lại sự giàu có cho hành tinh của mình. Karsh đã trở thành nguồn gốc sống của con người nơi đây, và nghĩ rằng hành tinh này là nơi duy nhất nơi mà nguồn gốc có thể sống, không bao giờ để nguồn gốc ra khỏi hành tinh của mình. Hành tinh này, với thời gian, đã được phát triển. Các nền văn hóa, phong tục và ngôn ngữ bắt đầu thay đổi. Trí thông minh của người dân ở đó đã bắt đầu phát triển, và chủ sở hữu của nguồn bí ẩn bắt đầu lo sợ rằng dân số sẽ nổi loạn chống lại ông. Ông hợp tác vớiXaviax, một công dân nổi tiếng của hành tinh, như là nói chung và nhà độc tài của toàn bộ dân số, đưa ra một số năng lượng từ nguồn đến anh như là một phần thưởng. Eubulon, một lính đánh thuê khôn ngoan, trở thành nhà khoa học trưởng và người sáng tạo ra vũ khí của Xaviax. Ông cũng bị buộc tội với việc tạo ra áo giáp để chiến đấu với người ngoài hành tinh xâm nhập Karsh, và đã tạo ra một máy tính không bao giờ nhìn thấy bất cứ ai trước khi có công nghệ đã được sử dụng siêu nhiên. Xaviax là chủ của mình, là kẻ phản bội chiến binh chúa đã bị bắt cóc và sống linh hồn từ các hành tinh khác, là người duy nhất có quyền nói chuyện với chủ sở hữu là nguồn gốc của Advent. Sau nhiều năm chinh phục, hành tinh Karsh bắt đầu thống trị vũ trụ. Eubulon là tâm trí của hành tinh, và trong nhiều năm sống tất cả những thành tựu, nhưng trong một cuộc chiến tranh lớn xảy ra giữa Karsh và ba hành tinh với nhau, trái tim của ông đã thay đổi trong quá trình xây dựng của máy lớn đã gây ra Xaviax, mà có thể thực hiện hàng ngàn điều của chúng sinh sản ở nơi khác. Eubulon có món quà cảm thấy rằng bất kỳ được thực hiện, và đây là chức năng thật sự của nó. Ông đã tìm kiếm nguồn gốc của nó và lần đầu tiên cảm thấy mình đã làm sai điều gì. Vì vậy, ông quyết định phản bội tất cả dân sự người, gửi đến một kích thước được gọi là "Mùa Vọng Void", được tạo ra bởi anh ta. Chỉ có trái Karsh sau sự kiện Xaviax, và chủ sở hữu là nguồn gốc của Mùa Vọng, sống thông qua năng lượng của chúng sinh trên hành tinh này, đã qua đời. Toàn bộ hành tinh đã bị phá hủy, bao gồm cả nguồn gốc của Mùa Vọng, trong đó có công nghệ của mình bị đánh cắp bởi những chúng sinh khác trong một cuộc chiến đã xảy ra ở đó. Nếu không có một nơi để sinh sống, Eubulon tạo ra một bản sao của hành tinh Trái Đất, đặt tên nó Ventara, một thế giới tồn tại đằng sau gương và phản xạ earthlings. Nơi đó, với công nghệ, chúng tôi quản lý để thu thập các nguồn của Mùa Vọng, ông đã tạo ra chúng sanh, quyền lãnh đạo hành tinh, bởi vì tôi biết Xaviax sẽ tấn công anh ta, sau khi tất cả những gì ông đã làm. Sau một thời gian, Eubulon sáng tạo lớn nhất của ông, gọi là Kamen Riders. Riders Kamen là những chiến binh đã được lựa chọn để bảo vệ Ventara. Cư dân Ventarianos lựa chọn và trở thành Hiệp sĩ ra khỏi căn nhà của họ khá nhỏ, và chỉ tốt nhất đã được lựa chọn. Khi hoàn tất tất cả mình sáng tạo, Eubulon Xaviax chờ đợi trong nhiều năm. Xaviax cũng đã tạo ra quân đội của mình, anh đã đánh cắp hàng ngàn linh hồn từ các hành tinh khác, biến họ thành nô lệ và tạo ra một lâu đài trên hành tinh bị phá hủy Karsh. Ông đã trở thành vua của người ngoài hành tinh trong thiên hà của tam giác, và thách thức anh ta sẽ bị tra tấn và nuốt chửng bởi quân đội khổng lồ của mình chết.
Một thời gian dài sau đó, được tìm thấy Xaviax Eubulon, và cuộc chiến tranh lớn nhất vũ trụ đã xảy ra. Hành tinh Một số đã bị phá hủy vì chiến tranh này, và trong thời gian đó Riders Kamen đã chiến đấu chống lại quân đội của Xaviax, Xaviax bắt đầu thao tác Dragon Warrior, Adam, Kamen Rider Dragon Knight, người trẻ nhất trong số họ là người. Anh không còn muốn là một Kamen Rider, bởi vì anh ta không phải là niềm vui mà nhiều người khác có. Tất cả Kamen Riders người có áo giáp trong một thời gian dài, mất niềm vui lớn của một chiến binh. Adam muốn được với bạn gái của mình, Sarah, một Ventariana ngọt ngào và ngây thơ. Xaviax giả vờ là một người sống sót Karsh, Paragon, nói với Adam phản bội những người khác. Ông từ chối, nhưng Xaviax nói rằng nếu ông không ăn gian, ông sẽ bắt cóc linh hồn của bạn gái mình. Adam đã không có sự lựa chọn. Hành động của mình sẽ thay đổi tất cả mọi thứ. Sau nhiều cuộc đấu tranh, Riders Kamen chiến thắng quân đội nước ngoài, Xaviax và phải rút lui. Kamen Riders chiến đấu rất, Eubulon và nói với họ họ sẽ phải vào giai đoạn ngủ đông để nghỉ ngơi hoặc bị giết chết từ từ. Mỗi Kamen Rider phải ngủ trong 12 năm. Trong khi họ đang ngủ, Adam hoán tất cả các Hiệp sĩ, hoặc gửi chúng đến Void Vọng. Ông đã tìm kiếm Xaviax, hoán Eubulon nhưng không gửi Advent trống, và có, cho hành tinh Trái Đất. Len, Knight Winged Kamen Rider, Kamen Rider là người duy nhất bên trái, ông trốn thoát và đi vào không gian. Xaviax đã rất tức giận và ra lệnh Adam cho tất cả các Thư Advent Kamen Riders bị phá hủy, các công cụ mà họ sử dụng để biến ngay cả bức thư của ông. Xaviax sau đó đi đến hành tinh Trái Đất, lập kế hoạch kế hoạch mới của mình để trả thù và cai trị vũ trụ. Các Tất cả các Ventarianos trở thành tôi tớ của Xaviax máy được tạo ra bởi Eubulon, nhiều năm trước đây.
Một Earthling trẻ tên là Kit Taylor, clone Adam và bị trục xuất khỏi nhà nuôi dưỡng của mình, bị cáo buộc một số vụ cướp, đi tìm kiếm cha mình, người đã biến mất một năm bởi những con quái vật ngoài hành tinh gương. Những con quái vật là những đồng minh Xaviax, buộc tội bắt cóc tất cả các người của Trái Đất. Kit đến trong căn hộ cũ của mình và tìm thấy một sàn bí ẩn của thẻ, và làm cho một con rồng đỏ trong một tấm gương. Kit nhận ra rằng một lá chắn lớn bảo vệ anh, và đột nhiên nghe thấy một tiếng động lạ. Kit đi kèm trong một cửa sổ, nằm trong một bộ áo giáp chết người, bị tấn công bởi một con nhện khổng lồ, được gửi bởi Xaviax. Len, Knight Winged, bây giờ là trên Trái Đất, và Kit tiết kiệm con quái vật ngoài hành tinh. Anh ta cố gắng thuyết phục cô không thuê con thú Kit, nếu không, ông không bao giờ có thể lấy đi sức mạnh của cơ thể của mình và sẽ được dễ dàng đánh bại kẻ thù sẽ đến. Kitđã không có ý tưởng những gì Len đã được nói và làm một loại hiệp ước nhẹ nhàng với con thú hoang dã của mình, đó là cùng một con rồng tấn công anh ta trước đó, dẫn anh ta để trở thành các mới Kamen Rider Dragon Knight và tham gia Len, bây giờ lãnh đạo của các Riders Kamen. Nếu không tiết kiệm Len Kit, số phận của mình sẽ được như nhau và sẽ là một trong các tôi tớ của Xaviax. Họ có nhiệm vụ cố gắng để tiêu diệt các Xaviax chung một lần nữa. Ông muốn trả thù vì đã phá hủy hành tinh cũ của mình, bây giờ lập kế hoạch để tiêu diệt Trái Đất sau khi tiêu diệt một nửa Ventara và bắt cóc tất cả những người ở đó.
Khi học tập để sử dụng quyền hạn mới của mình, Kit cố gắng để tìm cha của mình trong khi cố gắng để cầu Kamen Riders tham nhũng Xaviax tuyển dụng người ngoài hành tinh và gương, như vậy tránh rằng Trái Đất không bị phá hủy và trở thành trống rỗng như Ventara.

## Nhân vật
•Kamen Riders:
- Kamen Rider Dragon Knight: Kit Taylor, Adam.
- Kamen Rider Wing Knight: Len